# Igor Serrote
Igor Serrote, właśc. Igor Eduardo Schlemper (ur. 1 marca 2005 w Balneário Camboriú) – brazylijski piłkarz występujący na pozycji prawego obrońcy, od 2024 roku zawodnik Grêmio.